# Michael Glos
Michael Glos (ur. 14 grudnia 1944 w Brünnau) – niemiecki polityk i młynarz, działacz Unii Chrześcijańsko-Społecznej (CSU), wieloletni poseł do Bundestagu i lider poselskiej grupy CSU, w latach 2005–2009 minister gospodarki i technologii.

## Życiorys
Po ukończeniu szkoły średniej uzyskał w 1968 dyplom mistrza w zakresie młynarstwa, prowadził następnie rodzinny młyn. Zaangażował się w działalność polityczną w ramach Unii Chrześcijańsko-Społecznej. W 1972 organizował struktury partyjne w Prichsenstadt. W latach 1972–1978 był radnym tej miejscowości, a od 1972 do 1993 radnym powiatu Kitzingen.
W 1976 po raz pierwszy uzyskał mandat posła do Bundestagu. Dziewięciokrotnie z powodzeniem ubiegał się o poselską reelekcję (w 1980, 1983, 1987, 1990, 1994, 1998, 2002, 2005 i 2009), zasiadając w niższej izbie niemieckiego parlamentu przez dziesięć kadencji do 2013, kiedy to zrezygnował z ponownego kandydowania.
W latach 1993–2009 był członkiem prezydium CSU, od 1990 do 1992 pełnił funkcję wiceprzewodniczącego frakcji CDU/CSU w Bundestagu. W latach 1993–2005 był pierwszym wiceprzewodniczącym tej frakcji i jednocześnie przewodniczącym podgrupy poselskiej CSU.
22 listopada 2005 objął urząd ministra gospodarki i technologii w rządzie Angeli Merkel. 7 lutego zwrócił się pisemnie do przewodniczącego swojej partii Horsta Seehofera, deklarując zamiar rezygnacji z tej funkcji. Decyzję tę motywował głównie zaawansowanym wiekiem, zbiegła się ona jednak z działaniami na rzecz odnowienia wizerunku CSU, która w 2008 po raz pierwszy od dziesięcioleci utraciła absolutną większość w bawarskim landtagu. Lider Unii Chrześcijańsko-Społecznej początkowo odmówił przyjęcia rezygnacji, ostatecznie 10 lutego 2009 na stanowisku ministra zastąpił go Karl-Theodor zu Guttenberg.
Michael Glos jest żonaty, ma dwoje dzieci.